# トヨタカローラ博多
トヨタカローラ博多株式会社（トヨタカローラはかた）は、福岡県福岡市博多区に本社を置く、トヨタ自動車の正規ディーラー（トヨタカローラ店）である。

## 概要
1966年（昭和41年）創業。トヨタパブリカ博多を前身とする企業であり、1969年（昭和44年）にカローラ店への転換に伴い現在の社名となった。
福岡県内のうち、福岡県東部（北九州地方・筑豊地方）および宗像地区を主な基盤とする。本社・本店を福岡市博多区に構えるが、トヨタカローラ福岡（本社：福岡市中央区）が福岡地方（宗像地区を除く）を基盤としているため、福岡市内は博多区の3店舗のみにとどまっている。

## 店舗

### 新車
- 本社・空港榎田店 - 福岡市博多区豊2-3-50
- 宮地岳店 - 福津市宮司1-4-33
- 宗像店 - 宗像市須恵1-1-6
- 小森江店  - 北九州市門司区小森江2-3-5
- 城野店 - 北九州市小倉北区重住3-10-7
- くさみ店 - 北九州市小倉南区朽網東2-2-3
- 春の町店 - 北九州市八幡東区春の町5-1-17
- スカイタワー則松店  - 北九州市八幡西区則松5-10-5
- 遠賀店 - 遠賀郡遠賀町大字今古賀633-1
- 行橋店 - 行橋市北泉5-1-12
- 豊前店 - 豊前市大字四郎丸673
- 飯塚店 - 飯塚市大字川津447-5
- 田川店 - 田川市大字千代町2035-28
- 直方店 - 直方市大字下新入555-2

### 中古車
- 那珂マイカーセンター - 福岡市博多区東那珂1-19-17
- 永犬丸マイカーセンター - 北九州市八幡西区八枝5-3-1

### レクサス
- レクサス福岡東 - 福岡市博多区豊2-3-40
- レクサス大野城 - 福岡県大野城市白木原5丁目6-3

### フォルクスワーゲン
- フォルクスワーゲン小倉 - 北九州市小倉北区高坊2-11-8
- フォルクスワーゲン八幡西 - 北九州市八幡西区瀬板2-28-5

## 沿革
- 1966年（昭和41年）- 福岡市中央区薬院にトヨタパブリカ博多株式会社を設立。
- 1968年（昭和43年）- 福岡市博多区豊に本社を新築移転。
- 1969年（昭和44年）- トヨタカローラ博多株式会社に社名変更。
- 1979年（昭和54年）- 篠栗U-Car商品化センター（旧・篠栗物流センター）を開設。
- 1990年（平成2年）- 年間新車販売台数9000台を達成。
- 1994年（平成6年）- テクノ・BP・スクエア（板金センター）を開設。
- 1996年（平成8年）- フォルクスワーゲン八幡西（旧・DUO八幡西）を開設。
- 1997年（平成9年）- 累計販売台数20万台達成。
- 2005年（平成17年）
  - テクノ・BP・スクエアを分社化し、中間BPスクエア株式会社が発足。
  - 本社隣にレクサス福岡東を開設し、レクサスブランドの販売を開始。
- 2010年（平成22年）- フォルクスワーゲン小倉を開設。
- 2016年（平成28年）- 本社・空港榎田店新社屋が完成。
- 2017年（平成29年）- フォルクスワーゲン八幡西が移転オープン。
- 2018年（平成30年）- 宮地岳店およびレクサス福岡東を新装オープン。
- 2019年（平成31年）- 則松店をスカイタワー則松店として移転オープン。
- 2024年（令和6年） - レクサス大野城を開設。

## キャラクター
カローラ博多のオリジナルキャラクター。全部で5種類（2021年1月現在）。
- ハローラちゃん
  - 挨拶の「ハロー」と「カローラ」をひとつに作られた。ハローラの「ハ」は「博多」と「はな」の意味。明るくて元気、初対面の人にも「こんにちは！」と挨拶をする活発な子。少々おっちょこちょい。
- ハービィ
  - 元気いっぱいな蜂の男の子。
- ハローラママ
  - 何事もテキパキしているハローラちゃんのお母さん。
- ハローラパパ
  - ドライブが好きなハローラちゃんのお父さん。
- タッタ
  - のんびりな性格の綿の妖精。

## 福岡県内のトヨタ車販売店
- 福岡トヨタ（トヨタ店、昭和グループ）
- トヨタカローラ福岡（カローラ店、昭和グループ）
  - 北九州市内にも3店舗を構えるが、福岡地方（宗像地区除く）・筑後地方を主な営業基盤とする。
- 福岡トヨペット（トヨペット店、昭和グループ）
- ネッツトヨタ北九州（ネッツ店、卜部グループ） - 旧・トヨタビスタ北九州と合併
  - 県内トヨタ販売店で唯一、北九州市に本社を構える。カローラ博多とほぼ同じく北九州地方と筑豊地方を主な営業エリアとする。
- ネッツトヨタ福岡（ネッツ店、昭和グループ）
- ネッツトヨタ西日本（ネッツ店、喜多村石油グループ） - 旧・トヨタビスタ福岡

## 関連会社
- トヨタカローラ博多ホールディングス株式会社
- 中間BPスクエア（板金工場）